# Hieracium neglectipilosum
Hieracium neglectipilosum — вид рослин із родини айстрових (Asteraceae).

## Біоморфологічна характеристика
Рельєф поверхні плоду в міжреберній ділянці сітчастий, шипик при основі за шириною дорівнює клітині епідерми екзокарпію.

## Середовище проживання
Ендемік Криму, Україна.
Росте в лісі над Симеїзом.